# Miss Teen USA 2021
Miss Teen USA 2021 foi a 39° edição do concurso Miss Teen USA realizada em 27 de Novembro de 2021 no Paradise Cover Theatre, River Spirit Cassino Resort em Tulsa, Oklahoma. A competição foi apresentada por Kalani Hilliker e Nicole Adamo. Ki'ilani Arruda do Havaí coroou Breanna Myles da Flórida como sua sucessora no final do evento, Essa foi a primeira vitória da Flórida no Miss Teen EUA sob a nova Organização Miss USA.
Pelo quarto ano consecutivo, a edição foi realizada simultaneamente com a competição Miss USA. A edição também marcou o primeiro ano da competição sob o comando de Crystle Stewart.

## O concurso
Em 31 de dezembro de 2020, foi anunciado no Good Morning America que o Miss Teen USA e o Miss USA teriam encerrado seu elo com a Organização Miss Universo, agora quem irá comandar a nova organização será Crystle Stewart. A edição marcará o primeiro ano da competição sob o comando de Stewart. Stewart já havia sido coroada Miss USA 2008.

### Localização
Em 18 de maio de 2021, foi confirmado pela Muscogee (Creek) Nation que o Miss USA 2021 e o Miss Teen USA 2021 seriam realizados no Paradise Cover Theatre no River Spirit Casino Resort em Tulsa, Oklahoma. A competição durará dois dias, começando em 26 de novembro e terminando em 27 de novembro de 2021. 

### Seleção das candidatas
Candidatas dos 50 estados e o Distrito de Columbia serão selecionados em concursos estaduais que começaram em setembro de 2020. Os primeiros concursos estaduais foram Idaho e Montana, ambos realizados na mesmas datas originais de 27 de setembro de 2020 e o último concurso estadual será no Texas, que está programada para 5 de setembro de 2021, com alguns estaduais ainda sem data definida. 

### Impacto do COVID-19 nos concursos estaduais
Como a edição irmã Miss USA e devido à Pandemia do COVID-19 o Miss Teen USA 2020 foi adiado da primavera de 2020 para novembro de 2020, e vários concursos estaduais de 2021 foram originalmente programados para o outono de 2020 e o inverno de 2020/2021, foram adiados para a primavera e verão de 2021. 
Devido às restrições implantadas em todos os 50 estados e no Distrito de Columbia, várias diretrizes de saúde e segurança foram implantadas para as competidoras, membros da produção e para o público em concursos nacionais, como fazer o Teste de COVID-19 negativo e seguir o Distanciamento social. Além de vários concursos estaduais tiveram que alterar suas escolhas iniciais de local devido ao fechamento implementados pelos seus governadores.

## Resultados

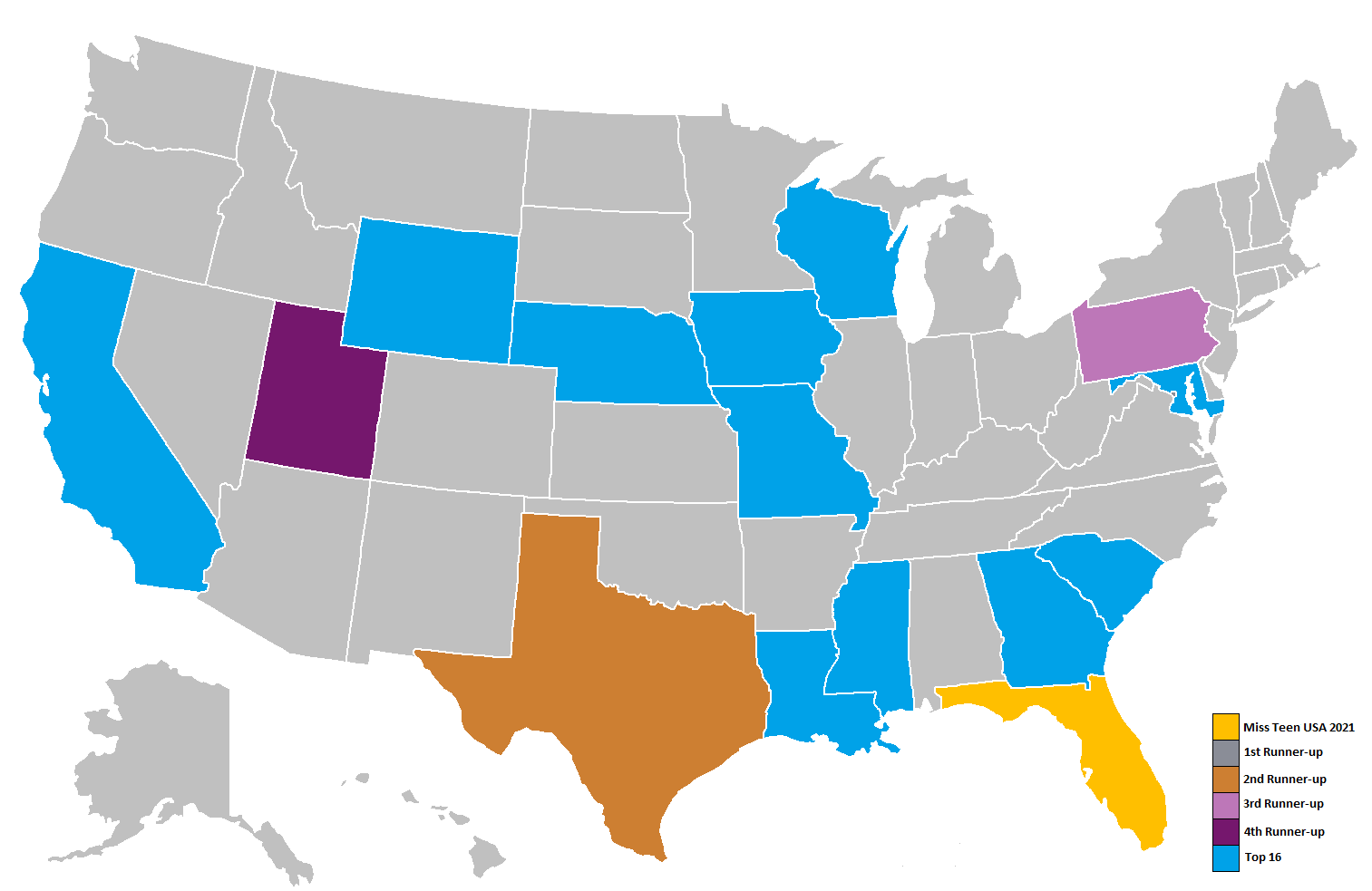
Resultados do Miss Teen EUA 2021

| Resultado Final    | Candidata |
| ------------------ | --- |
| Miss Teen EUA 2021 | - Flórida - Breanna Myles |
| 1º Vice-Campeã     | - Distrito de Colúmbia - Hannah Gilliard |
| 2º Vice-Campeã     | - Texas - Landry Davis |
| 3º Vice-Campeã     | - Pensilvânia - Yvonne Burke |
| 4º Vice-Campeã     | - Utah - Ayzjiahna Wood |
| Top 16             | - Califórnia - Cameron Doan - Carolina do Sul - Augusta Roach - Geórgia - Liza Greenberg - Iowa - Angel Strong - Luisiana - Gracie Petry - Maryland - Maria Derisavi - Mississippi - Mattie Grace Morris - Missouri - Anna Long - Nebraska - Daisy Sudderth - Wisconsin - Shreya Gundelly - Wyoming - Teryn Thatcher |

### Prêmios Especiais
| Premio                | Premio          | Candidata                    |
| --------------------- | --------------- | ---------------------------- |
| Melhor Traje Estadual | Vencedora       | - Utah - Ayzjiahna Wood      |
| Melhor Traje Estadual | 2º Colocada     | - Novo México - Emily Lehr   |
| Melhor Traje Estadual | 3º Colocada     | - Washington - Novalee Lewis |
| Miss Fotogênica       | Miss Fotogênica | - Indiana - Lexi Gryszowka   |
| Miss Simpatia         | Miss Simpatia   | - Nebraska - Daisy Sudderth  |

## Juízes
- Madison Brodsky - Apresentadora de entretenimento e Autora
- Claudia Correa - Terapeuta respiratória
- Chloe Lukasiak - Dançarina e estrela do Dance Moms
- Joni Rogers-Kante - CEO da SeneGence
- Jérôme LaMaar - Designer de Moda e Diretor Criativo

## Candidatas
Todas as 51 candidatas foram coroadas.
| Estado               | Candidata            | Idade | Cidade Natal     | Colocação          | Notas                                                                        |
| -------------------- | -------------------- | ----- | ---------------- | ------------------ | ---------------------------------------------------------------------------- |
| Alabama              | Dailyn Swann         | 18    | Greenville       |                    |                                                                              |
| Alasca               | Ellie Smith          | 18    | Anchorage        |                    | Filha de Sarah Smith, Miss Alasca Teen USA 1998.                             |
| Arizona              | McKenzi Lindhag      | 16    | Peoria           |                    |                                                                              |
| Arkansas             | Madeline Bohiman     | 19    | Fayetteville     |                    |                                                                              |
| Califórnia           | Cameron Doan         | 19    | Anaheim          | Top 16             | Anteriormente Miss Califórnia Outstanding Teen 2018.                         |
| Colorado             | Abi Lange            | 16    | Longmont         |                    |                                                                              |
| Connecticut          | Nikitha Kikanamada   | 19    | South Windsor    |                    |                                                                              |
| Carolina do Norte    | Madison Walker       | 18    | Garner           |                    |                                                                              |
| Carolina do Sul      | Augusta Roach        | 18    | Easley           | Top 16             |                                                                              |
| Dakota do Norte      | Aspen Hennessy       | 18    | Des Lacs         |                    |                                                                              |
| Dakota do Sul        | Katie Schmit         | 18    | Artesian         |                    |                                                                              |
| Delaware             | Sky Knox             | 19    | Newark           |                    | Anteriormente Miss Delaware Outstanding Teen 2018.                           |
| Distrito de Colúmbia | Hannah Gilliard      | 16    | Washington, D.C. | 1º Vice-Campeã     |                                                                              |
| Flórida              | Breanna Myles        | 18    | Port St. Lucie   | Miss Teen EUA 2021 |                                                                              |
| Georgia              | Liza Greenberg       | 19    | Peachtree City   | Top 16             |                                                                              |
| Havaí                | Tia Bustamante       | 18    | Kaneohe          |                    |                                                                              |
| Idaho                | Kallie Peck          | 17    | Preston          |                    |                                                                              |
| Ilinois              | Gessell Bahena       | 17    | Chicago          |                    |                                                                              |
| Indiana              | Lexi Gryskowka       | 17    | Bloomington      |                    |                                                                              |
| Iowa                 | Angel Strong         | 19    | Des Moines       | Top 16             |                                                                              |
| Kansas               | Madilynn Becker      | 17    | Herington        |                    |                                                                              |
| Kentucky             | Kennedy Mosley       | 16    | London           |                    |                                                                              |
| Luisiana             | Gracie Petry         | 18    | Lafayette        | Top 16             |                                                                              |
| Maine                | Kyah Brown           | 16    | Poland           |                    |                                                                              |
| Maryland             | Maria Derisavi       | 18    | Leonardtown      | Top 16             |                                                                              |
| Massachusetts        | Shannon Malloy       | 18    | Canton           |                    |                                                                              |
| Michigan             | Jada Moylan          | 17    | Hudsonville      |                    | Filha de Sara Dusendang Moylan, Miss Michigan Teen USA 1999                  |
| Minnesota            | Annika Wiese         | 18    | Owatonna         |                    |                                                                              |
| Mississippi          | Mattie Grace Morris  | 18    | Flowood          | Top 16             |                                                                              |
| Missouri             | Anna Long            | 18    | Lake Winnebago   | Top 16             |                                                                              |
| Montana              | Katie Tooke          | 16    | Ekalaka          |                    |                                                                              |
| Nebraska             | Daisy Sudderth       | 18    | Omaha            | Top 16             |                                                                              |
| Nevada               | Noelani Mendoza      | 18    | Las Vegas        |                    |                                                                              |
| Nova Hampshire       | Emilee Mills         | 19    | Concord          |                    | Filha de Stephanie Foisy Mills, Miss Nova Hampshire 1995                     |
| Nova Jérsei          | Delaney Musgrave     | 18    | Lawrenceville    |                    |                                                                              |
| Novo México          | Emily Lehr           | 16    | Alamogordo       |                    |                                                                              |
| Nova Iorque          | Geanna Koulouris     | 19    | Bethpage         |                    |                                                                              |
| Ohio                 | Grace-Anne Larschied | 17    | Lima             |                    |                                                                              |
| Oklahoma             | Hunter Gorton        | 18    | Glenpool         |                    | Irmã de Taylor Gorton, Miss Oklahoma Teen USA 2008 e Miss Oklahoma EUA 2016. |
| Oregon               | Mikaela Ochoki       | 18    | Wilsonville      |                    |                                                                              |
| Pensilvânia          | Yvonne Burke         |       | Doylestown       | 3º Vice-Campeã     |                                                                              |
| Rhode Island         | Sydney Jaiswal       | 17    | Cranston         |                    |                                                                              |
| Tennessee            | Annie Zhao           | 17    | Memphis          |                    |                                                                              |
| Texas                | Landry Davis         | 18    | Dallas           | 2º Vice-Campeã     |                                                                              |
| Utah                 | Ayzjiahna Wood       | 16    | Clearfield       | 4º Vice-Campeã     |                                                                              |
| Vermont              | Jamisyn Baker        | 16    | Rutland          |                    |                                                                              |
| Virgínia             | Alyssa Mawyer        | 18    | Broadway         |                    |                                                                              |
| Virgínia Ocidental   | Brylee Knotts        | 18    | Grafton          |                    |                                                                              |
| Washington           | Novalee Lewis        | 17    | Tacoma           |                    | Anteriormente Miss Washington Outstanding Teen 2018.                         |
| Wisconsin            | Shreya Gundelly      | 19    | Mequon           | Top 16             |                                                                              |
| Wyoming              | Teryn Thatcher       | 18    | Kemmerer         | Top 16             |                                                                              |